# کشیشتوف شیمیون
کشیشتوف شیمیون (لهستانی: Krzysztof Siemion؛ زادهٔ ۱ فوریهٔ ۱۹۶۶) وزنه‌بردار اهل لهستان بود.